# Линия Хидака
Главная линия Хидака, или линия Хидака (日高本線 хидака-хонсэн) — железнодорожная линия в Японии, в Хоккайдо. Линия проходит вдоль южного побережья острова между городом Томакомай и посёлком Самани. Обслуживается Hokkaido Railway Company.

## История
Железная дорога открылась как подъездной путь Томакомай (苫小牧軽便鉄道 Tomakomai Keiben Tetsudō) колеи 762 мм в 1913 г., для перевозки древесины на целлюлозно-бумажную фабрику Oji Paper в Томакомае, на участке Томакомай — Саруфуто (сегодняшняя Томикава). В 1924—1926 годах компанией линия была продлена до Сидзуная компанией Железная дорога Хидака-Такусёку (日高拓殖鉄道 Hidaka Takushoku Tetsudō), с той же шириной колеи.
1 августа 1927 года обе линии были национализированы и объединены в одну — линию Хидака. 26 ноября 1929 года участок Томакомай — Саруфуто был реконструирован на колею 1067 мм, 10 ноября 1931 года — участок Саруфуто — Сидзунай. 15 декабря 1933 года линия была продлена до Хигаси-мицуиси, 24 октября 1935 года — до Уракавы и 10 августа 1937 года — до Самани. Существовали планы продления линии до Хироо через мыс Эримо для соединения с линией Хироо, но они не были осуществлены. В 1943 году линия была переименована в Главную линию Хидака.
1 декабря 1962 года участок Томакомай — Хама-ацуна был перенесен в связи с расширением порта Томакомай, что удлинило линию на 9,4 км. Платформа Юфуцу была перенесена. Отдельные участки старой линии были использованы в качестве подъездных путей порта.
После приватизации Японских национальных железных дорог 1 апреля 1987 года линия перешла под управление Hokkaido Railway Company.

## Разрушение и закрытие
8 января 2015 года штормом были разрушены мосты на перегоне Ацуга — Окарибэ, что привело к временному закрытию 116-километрового участка Мукава — Самани. Было введено временное автобусное сообщение на данном участке. 12 сентября 2015 года наводнение в результате тайфуна привело к дополнительным разрушениям на данном участке и перегоне Тоёсато — Киёхата, а в 2016 г. при аналогичных обстоятельствах был поврежден участок Киёхата — Ацуга. После таких повреждений JR Hokkaido объявило о своих планах закрыть участок восточнее Мукавы, поскольку доход от эксплуатации этого участка не окупает стоимость его восстановления. Более того, линия Хидака была включена в список линий, в отношении которых компания планировала до 2020 года провести консультации с органами местного самоуправления о передаче их в муниципальную собственность. В случае их отказа вся линия будет закрыта.

## В компьютерных играх
Участок линии Хидака между станциями Томакомай и Хидака представлен в качестве дополнения к железнодорожному симулятору Train Simulator компании Dovetail Games.